# Wild Thing (Valleyfair)
Pour les articles homonymes, voir Wild Thing.
Wild thing sont des méga montagnes russes et des hyper montagnes russes (car elles n'ont pas d'inversion) du parc Valleyfair, situé à Shakopee, dans le Minnesota, aux États-Unis.

## Parcours

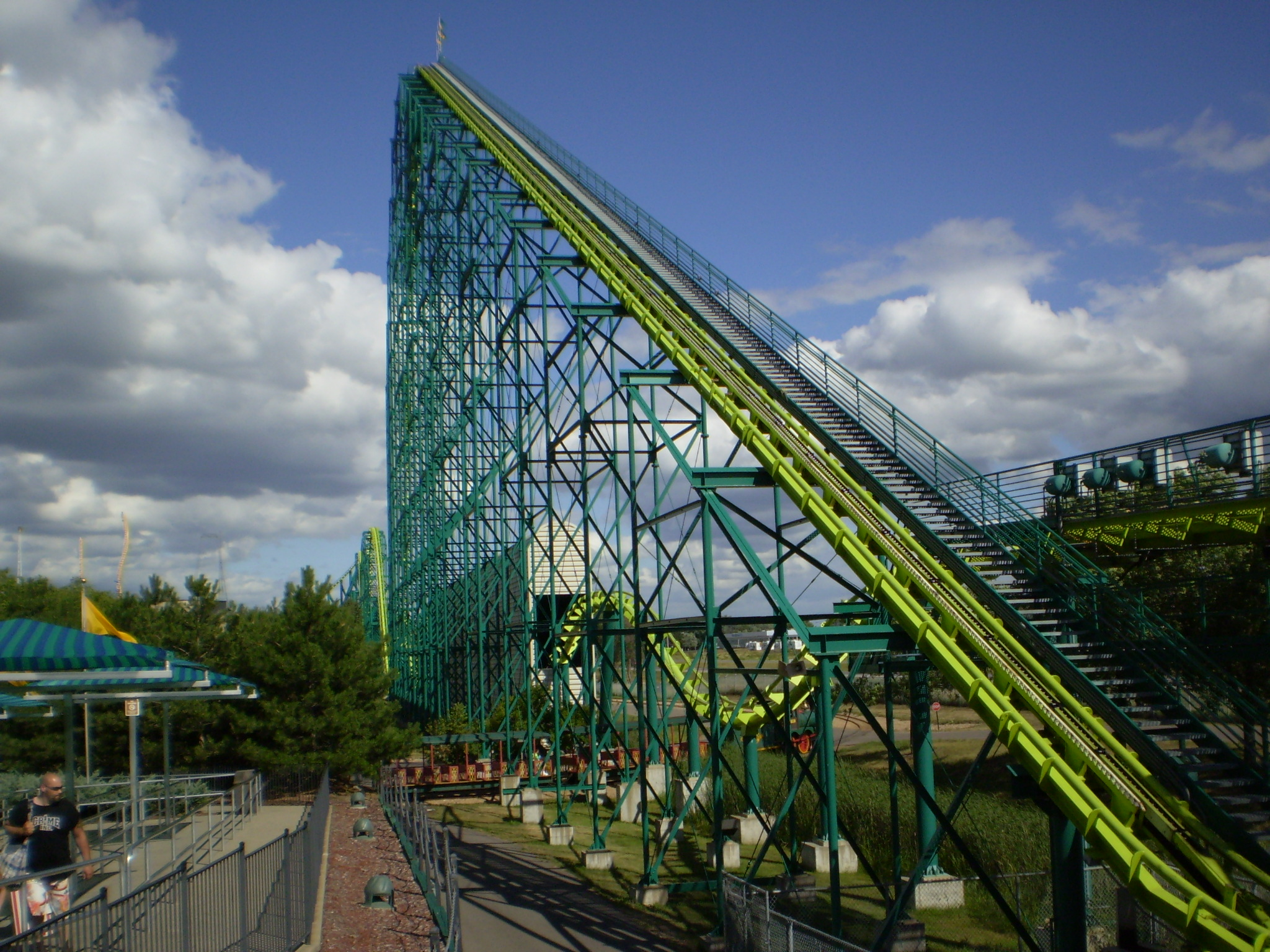
Le lift hill de Wild Thing.

Après avoir monté le lift hill haut de 63,1 mètres, le train fait la première descente de 59,7 mètres, et atteint sa vitesse maximale de 119,1 km/h. Le train fait ensuite une bosse en forme de parabole haute de 31,4 mètres, sur laquelle il y a le plus long airtime du monde sur des montagnes russes. Ensuite, il y a une bosse de 39,6 mètres et une forme de huit. Après des freins de mi-parcours, le train fait plusieurs petites bosses avant d'entrer dans un tunnel dans lequel il y a plusieurs bosse plus petites et la photo on-ride. Ensuite, le train arrive dans les freins finaux et retourne à la gare.

## Trains
Wild Thing a trois trains de six wagons. Les passagers sont placés à deux sur trois rangs pour un total de trente-six passagers par train.